# Turecka Formuła 3
Turecka Formuła 3 – cykl wyścigów samochodowych rozgrywanych w Turcji w latach 1994–2006.

## Historia
Pod koniec 1993 roku firmy Olin i Marlboro sprowadziły do Turcji samochody Formuły 3. Przyczyniło się to do powstania nowej serii wyścigowej w Turcji. W pierwszym sezonie uczestniczyli tacy kierowcy, jak Mahir Bayındır, İbrahim Levent, Cem Hakko, Hakan Dinç, Ali Başakıncı, Ertan Nacaroğlu, Mert Dura i Mümtaz Tahincioğlu. Pierwszym mistrzem został Bayındır. W następnych latach do serii dołączyli tacy zawodnicy, jak İlham Dökümcü, Jason Tahincioğlu, Uğur Işık, Yalın Kılıç, Emre Ergör i Mehmet Kasap. Pod koniec lat 90. rywalizowało ponad dziesięciu kierowców, jednakże w 2001 roku wskutek kryzysu ekonomicznego liczba uczestników spadła do czterech. W latach 2002–2003 stawka kierowców zwiększyła się. W sezonie 2003 w mistrzostwach uczestniczyła pierwsza kobieta – Selin Yardımcı. Mistrzostwa zostały zawieszone po sezonie 2006.

## Samochody
Rywalizujące w Tureckiej Formule 3 pojazdy były napędzane wolnossącymi, czterocylindrowymi, dwulitrowymi jednostkami o mocy 173 KM. Samochody sprowadzone przez Marlboro i Olin były wyposażone w silniki Fiat, jednakże w 2001 roku G-Force sprowadził do Turcji samochody z jednostkami Renault.

## Mistrzowie
| Sezon | Mistrz           | Samochód     |
| ----- | ---------------- | ------------ |
| 1994  | Mahir Bayındır   | Dallara-Fiat |
| 1995  | Mahir Bayındır   | Dallara-Fiat |
| 1996  | Emre Ergör       | Dallara-Fiat |
| 1997  | Ertan Nacaroğlu  | Dallara-Fiat |
| 1998  | Ertan Nacaroğlu  | Dallara-Fiat |
| 1999  | Korgün Şengün    | Dallara-Fiat |
| 2000  | Emre Ergör       | Dallara-Fiat |
| 2001  | Emre Ergör       | Dallara-Fiat |
| 2002  | Ümit Vatansever  | G-Force-Fiat |
| 2003  | Mehmet Kasap     |              |
| 2004  | Mert Tahincioğlu |              |
| 2005  | Cemil Çıpa       |              |
| 2006  | Mert Tahincioğlu |              |